# Gedenkteken Van Houten & Zn
Het Gedenkteken Van Houten & Zn is een gemeentelijk monument in de Nederlandse stad Weesp. Het gedenkteken werd in 1928 door het personeel aangeboden ter gelegenheid van het 100-jarig bestaan van de firma C. J. van Houten & Zoon. Het staat op de hoek Hugo de Grootlaan met de G.J. van Houtenlaan/Groeneweg in het park Zeerust bij verzorgingshuis Oversingel.
De ontwerper van het monument in art deco was Toon Dupuis. Het werd gemaakt door de Haagse firma Keuzekamp. Bij plaatsing stond het monument naast de ingang van het toenmalige hoofdkantoor van chocoladefabriek Van Houten. In 1981 is het beeld naar de huidige plaats overgebracht. 
Het monument is gemaakt van rood Beiers graniet. Op de gestapelde granietblokken is een bronzen reliëfvoorstelling met inscriptie aangebracht.
Het opschrift luidt:
4 april

Coenraad Johannes van Houten

1828 - 1928

Als een huldeblijk voor het verleden ter nagedachtenis

aan het heden in hope eener voorspoedige toekomst.

Opgericht door het gezamenlijk personeel der firma C.J. van Houten & Zoon

Koninklijke Cacao & Chocoladefabrieken te Weesp en haar dochterondernemingen in Groot-Brittannië,

Duitschland en de Vereenigde Staten van Amerika
In haut-reliëf staat een Afrikaans vrouwenfiguur in halfzittende houding. Zij biedt aan een staand vrouwenfiguur cacaovruchten aan uit een korf. Achter de figurengroep is een halve wereldbol afgebeeld. Daarop staat links het werelddeel Amerika, waar de cacaovrucht oorspronkelijk vandaan kwam, en rechts de Afrikaanse kustlanden, waar de cacaobonen voor Van Houten werden geoogst. De adelaar bovenaan is het fabrieksmerk van Van Houten.